# カオスブレイカー
『カオスブレイカー』（Chaos Breaker）は、2004年にタイトーから発売された対戦型格闘ゲーム。

## 概要
中世ファンタジー世界を舞台にした格闘ゲーム。韓国のイオリス社による開発（更に下請けの会社があるとも言われる）。当初は『ダークアウェイク』（Dark Awake）というタイトルで発表され、その後現在の名前で新基板Taito Type Xの第二弾タイトルとして発売された。元々家庭用は発売されなかったが、レコムが本ゲームの版権を獲得。『ダークアウェイク』としてプレイステーション3のPlayStation Storeで、2010年8月5日にダウンロードコンテンツとして配信が開始された。家庭用では一部のキャラクターのデザインが変更されている（ただし、アーケード版のコスチュームも隠しコスチュームとして使用可能）。
3on3制が取られており、プレイヤーは6種族18人のキャラクターから3人と、様々な効果を持つ40種類のアイテムから1つを選んでチームを作る。また、オーダーセレクトの際に戦うキャラを減らしてアイテムを2個・3個持つこともできる。アイテムを複数持っている分通常よりキャラクターは強化される。
2012年9月20日には『カオスブレイカー』・『ダークアウェイク』共にNESiCAxLive対応のアーケード版が稼働開始された。このNESiCA版は主にヴリトラを中心に若干バランスが調整されている。

## 登場キャラクター

### ヒューマン
ラムダ（RAMDA）
ダークエルフに滅ぼされたバーバリアン一族の生き残り。武器はバスタードソード。自らの力のみを信じ、力を誇示する台詞が多い。
家庭用では茶髪の長髪といった髪型になり、上半身裸というワイルドさを強調した外見になっている。
サンドラ（SANDRA）
ラムダと同じくバーバリアン一族である女戦士。武器はソード&シールド。不幸な生い立ちのためか性格はきつめで、相手に対して辛辣な台詞を言う事が多い。
家庭用では髪が金髪から黒髪に変更され、赤いビキニを着た露出度の高い服装をしている。
カースヘッド（CURSE HEAD）
呪われた兜により感情を捨て去ったバーサーカー。武器はビッグハンマー。

### エルフ
エリオン（ELION）
エルフ軍ジェネラルガード所属のエリート剣士。非常にプライドが高く他人を見下す傾向にある。武器はライトソード。
フィーナ（FINA）
エルフ随一の魔法使いにして魔法師団長。光の魔法を使う。巨乳の持ち主で、金色のビキニを着たセクシーな格好をしている。性格は高慢でエリオン同様、他人を見下す傾向にある。武器はライトスタッフ。
イヴェッタ（EVETTA）
若きエルフの警備隊員。ポニーテールの髪形をした少女。魔法はまだ使えないが弓の名手。世間知らずな面がある。武器はボウ&アロー、ダガー。

### ドワーフ
ドルガン（DORGAN）
ドワーフ一族内外に名を轟かせる歴戦の戦士。武器はグレートアックス。
バルガン（VARGAN）
ドルガンの弟にして銃の名手。武器はクランプライフル。好色な面があるようで、女性キャラに対しては登場演出で口笛を吹いてはやし立てたりする。
ゲルハッセンII（GERHARDSEN II）
世界で唯一の新兵器・戦車を駆る技術者。武器はフレイムキャノン。

### ダークエルフ
ヴリトラ（VRITRA）
同族からも恐れられる、ダークエルフきっての剣士。「ソードダンサー」を職業としている。太古の竜復活の際に女王ティーラを倒し、強大な力を手に入れようとしている。武器はイビルソード（二刀流）。
ナーガル（NAGAR）
女王ティーラの側近である魔法戦士。ただし、内心ではティーラを倒し女王の座を乗っ取ろうと考えている。雷を操る。かなり残虐な性格をしている。彼女もフィーナと並ぶほど、極めて露出が高い格好をしている。武器はデス・パイク&ホーンスタッフ。
マーラ（MARA）
邪悪なネクロマンサー。殺戮を重ねアンデッドの手下を増やしている。武器はフェイトスタッフ。

### オーク
オーク（ORC）
オーク一族のボス。破壊と略奪を繰り返す。武器はチーフテン・アックス。
トロル（TROLL）
オークと行動を共にする巨人。青い肌を持った醜悪な姿をしている。知能が低く、喋る事ができない。武器はクラブ。
ゴブリン（GOBLIN）
オークと行動を共にするゴブリンの戦士。精神を高揚させるキノコを服用し、酔っ払ったような状態で巨大なトカゲに乗って戦う。武器はビーストスピア。

### アンデッド
ベルンハルト（BERNHARD）
元は小国の領主だったが、闇の力を得てヴァンパイアと化した。武器はドレインソード。
ンシドル（NSIDOR）
戦争で死んだ名も無き騎士が闇の力を与えられて蘇ったスケルトンナイト。骨馬を駆って戦う。武器はランス&シールド。
ゾン（ZON）
知識欲を満たすために自らリッチと化した邪悪な魔法使い。武器はスカルスタッフ。

### CPU専用キャラクター
マンティコア（MANTICORE）
女王ティーラの僕。巨大な尻尾を振り回して攻撃してくる。
ティーラ（THIELE）
ダークエルフの女王。太古の竜を復活させて世界を無に帰す事を目論む。
名無き王（THE KING HAS NO NAME）
遥か太古、力の源である「真の名」を神々に奪われて敗れた竜の王。

## システム
ソード・インパクト・リアクション
本作の特徴的なシステム。SIRと略されたり、多く相殺と呼ばれる。本作の攻撃のほとんどは攻撃判定と別に「相殺判定」を持っており、お互いの技の相殺判定がぶつかり合うと相殺が発生する。攻撃だけでなくダッシュやバックステップ中も上半身に相殺判定がある。
相殺が起こると画面がフラッシュして一瞬時間が停止する。この際、通常技かダッシュ・バックステップで相殺を起こしたキャラは瞬時にニュートラルに戻るが、必殺技で相殺を起こしたキャラは動作を続行する。また、相殺を起こされた飛び道具は消滅する（多段の飛び道具は全段相殺されないと消えない）。
このシステムにより、「飛び道具に攻撃を当てて消す」「隙の小さい必殺技にダッシュ相殺して反撃する」「ジャンプ攻撃をダッシュ相殺して発生の早い必殺技で対空する」といった独特の立ち回りが存在する。また、近距離で通常技同士が相殺し合うと互角の状況になるため、小技・発生の早い必殺技・ガードキャンセル・投げ技などによる特殊な読み合いが発生する。
Dボタン攻撃（ブロウアタック）などの一部の攻撃は相殺判定を持たず、相殺が起こらない。ジャンプ攻撃に対してダッシュ相殺を狙ってくる相手にジャンプDを出せば一方的にヒットさせることができるなど、これも読み合いの要因になる。
マナゲージ
攻撃やガードをしていると溜まっていくゲージ。これが溜まっていると攻撃力が増加する。また、ゲージを消費して以下の特殊動作を行える。
- マナ・バースト（1ゲージ。エリオンのみ3ゲージ技も持つ）
- アイテムバースト（1ゲージ）
- ヘルパー（1ゲージ）
- マナ・カウンター（0.5ゲージ）
- バーストキャンセル（0.5/1ゲージ）

マナ・バースト
キャラ固有の強力な必殺技で、いわゆる超必殺技。マナゲージを1ゲージ消費する（エリオンのみ3ゲージ技も持つ）。威力や攻撃範囲に優れた技が多く、重要なダメージ源になる。
アイテムバースト
アイテム固有の超必殺技。マナゲージを1ゲージ消費する（エリクシルのみ3ゲージ消費する）。システム上の扱いはマナ・バーストとほとんど同じであり、アイテムによって超必殺技がひとつ増えると考えれば良い。性能的にはマナ・バーストよりやや劣る物が多いが、非常に強力な物もいくつかある。
ヘルパー
マナゲージを1ゲージ消費して、後続のキャラクターを呼び出して攻撃させる。先鋒のキャラは中堅・大将を、中堅のキャラは大将を呼ぶことができる。用途は迎撃・連続技・ガード崩しなど様々。ヘルパーにも食らい判定があり、トロル以外のキャラは攻撃を受けると帰ってしまう。
マナ・カウンター
ガード状態をキャンセルして専用の攻撃を出す、いわゆるガードキャンセル。マナゲージを0.5ゲージ消費する。
攻撃のダメージはごくわずかだが、地上の相手に当てると吹っ飛ばし効果がある。この相手が画面端にぶつかると壁バウンドを起こして食らい判定が発生するので、そこに追撃を入れることができる。空中の相手に当てた場合は吹っ飛ばし効果がなく追撃できないが、相手は受身を取れずにダウンするため、起き攻めをかけることができる。
バーストキャンセル
公式に名前が設定されていないため仮称。規定の必殺技やマナ・バーストをキャンセルして、マナ・バーストやアイテムバーストを出すことができる。必殺技をキャンセルした場合は0.5ゲージ、マナ・バーストをキャンセルした場合は1ゲージのマナゲージを消費する。この他にマナ・バーストやアイテムバーストの分のゲージも減るため、実際に消費するのは1.5ゲージないし2ゲージということになる。このため、エリオンの3ゲージ技はバーストキャンセルで出すことができない。

## アイテム
アイテムは全40種類（エリクシル以降の8種類は隠し）。アイテム名称については公式情報でも表記が一定していないため、ゲーム画面上の英名のカタカナ読みで統一した。
アイテムには3種類の効果がある。これらはアイテムによって全て異なる。
- 所持効果 - 持っているだけで攻撃力・防御力などが上がる。
- アイテムストックアクション（SA） - アイテムを使用して能力アップや攻撃を行う。回数制限あり。
- アイテムバースト（IB） - マナゲージを1ゲージ消費してアイテム固有の超必殺技を出す。

18種類のアイテムは対応するキャラが決まっており、そのキャラが持つと性能が強化される。具体的には、攻撃力が大幅に上がったり、通常技をガードさせて相手の体力を削れるようになったり、と様々である。
| 名称                       | 主な効果           | 特記事項                                                                 |
| -------------------------- | ------------------ | ------------------------------------------------------------------------ |
| ヒーリングポーション       | ライフ回復         |                                                                          |
| マナポーション             | マナ増加           |                                                                          |
| パワーブレスレット         | 打撃力アップ       |                                                                          |
| スクロールオブマナ         | 魔法力アップ       |                                                                          |
| プロテクションリング       | 打撃防御アップ     |                                                                          |
| アミュレット               | 魔法防御アップ     |                                                                          |
| ホーリーシンボル           | 邪悪を退ける       |                                                                          |
| インビジブルマント         | 姿を消す           |                                                                          |
| ウィンドブーツ             | 分身               |                                                                          |
| メダルオブストレングス     | レジストモード     |                                                                          |
| マスターリング             | 達人の証           |                                                                          |
| ラッキーコイン             | 幸運を呼ぶ         | 得点倍率アップの効果。対戦上のメリットはない。                           |
| タリスマン                 | 身を守る           | アイテムバーストは相手を長時間拘束するバリア。強力。                     |
| ミューテイションストーン   | 姿を変える         |                                                                          |
| ヘルファイアソード         | 炎の力を持つ       | ラムダ専用装備。                                                         |
| マジックシールド           | 防御力アップ       | サンドラ専用装備。                                                       |
| アースハンマー             | 大地を揺るがす     | カースヘッド専用装備。                                                   |
| スパイクメイス             | オーク兵を呼ぶ     | オーク専用装備。                                                         |
| デーモンクラブ             | 打撃力アップ       | トロル専用装備。                                                         |
| ゴブリンスピア             | 打撃力アップ       | ゴブリン専用装備。                                                       |
| アイスブレード             | 氷の力を持つ       | エリオン専用装備。                                                       |
| シャイニングスタッフ       | 祝福               | フィーナ専用装備。                                                       |
| シャイニングボウ           | 祝福               | イヴェッタ専用装備。アイテムバーストは大量の矢を降り注ぐ非常に強力な技。 |
| ルーンアックス             | 打撃力アップ       | ドルガン専用装備。                                                       |
| エクストラバレット         | 打撃力アップ       | バルガン専用装備。                                                       |
| ドラゴニックフィギャリーン | 魔法防御アップ     | ゲルハッセンII専用装備。                                                 |
| ナイトメアブレード         | 闇の力を持つ       | ヴリトラ専用装備。                                                       |
| イビルスタッフ             | 魔法力アップ       | ナーガル専用装備。                                                       |
| デススタッフ               | 魔法力アップ       | マーラ専用装備。                                                         |
| ブラッドソード             | ライフ吸収         | ベルンハルト専用装備。                                                   |
| ノートウェポン             | 打撃力アップ       | ンシドル専用装備。                                                       |
| ダークスタッフ             | 魔法力アップ       | ゾン専用装備。                                                           |
| エリクシル                 | 復活               |                                                                          |
| デモニックフィギャリーン   | 致命傷を与える     |                                                                          |
| セブンキーズ               | 魔法力アップ       |                                                                          |
| ブックオブディザスタ       | 災いをもたらす     |                                                                          |
| マギステリ                 | 魔法防御アップ     |                                                                          |
| カオスリング               | 混沌の力を持つ     |                                                                          |
| ファングオブマンティコア   | マンティコアを呼ぶ |                                                                          |
| ドラゴンスケイル           | ドラゴンの力を持つ |                                                                          |

## CPU戦
本作のCPU戦は全9ステージ。
1～6ステージは使用チーム（デフォルト6チームとエディットチームの計7通り）ごとに決められた順番でデフォルトのチームと戦う。ただし、3ステージか4ステージのいずれかでマンティコアが乱入してくる。
7ステージはマンティコアとの再戦、8ステージはティーラ戦、9ステージは名無き王戦であり、名無き王を倒せばゲームクリアとなる。ただし、最後の9ステージに進むには8ステージクリア時点で24個以上のアイテムを集めていなければならず、条件を満たせない場合は英語にて「アイテムをもっと集めるように」との警告文が出た後、結末の分からないバッドエンドになってしまう。
エンディングはデフォルト6チームの物と、ラムダ+ヴリトラ+任意の1人からなるチームの物の計7種類。これらはスタッフロールとともに数枚のイラストによって後日談が流れる。

## 備考
本作のキャラクターはインストに載っている4種類+マナバースト1種類の5種類の他にもいくつか必殺技を持つが、オフィシャルサイトや雑誌などでそれらの名前が公開されたことはない。販売担当のタイトーにメールで問い合わせた人もいたが、「公表の予定はない」との返答だったという。
ただし、家庭用配信されたダークアウェイクの公式HPでは、全ての技に名前がついている。詳しくはキャラクター紹介のHPを参照のこと。